# Jakob Hermann (Mathematiker)

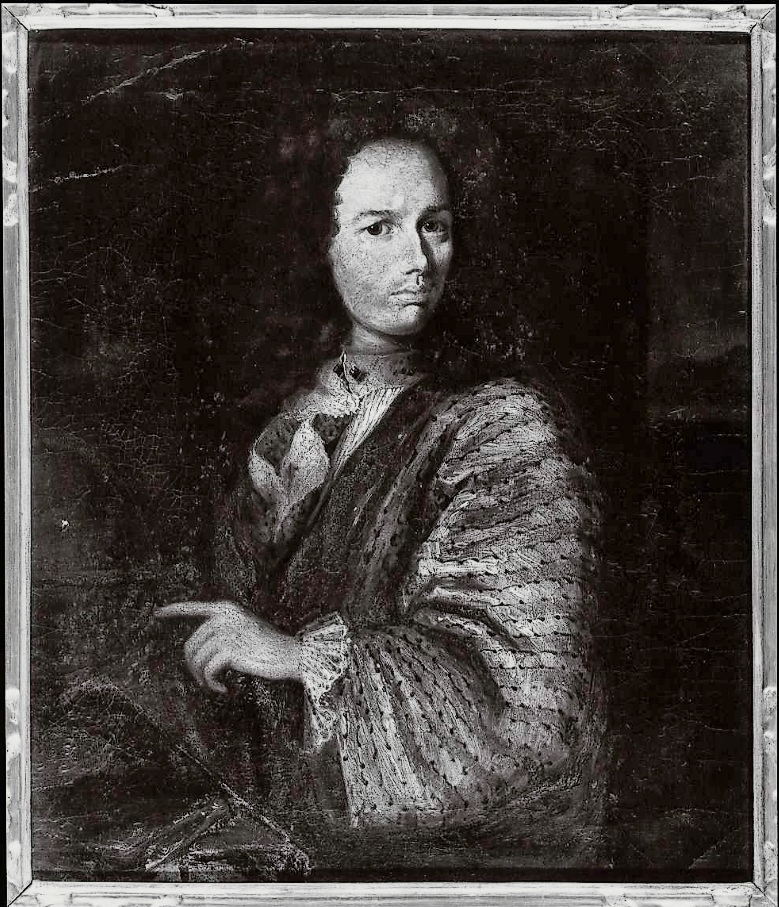
Jakob Hermann

Jakob Hermann (* 16. Juli 1678 in Basel; † 11. Juli 1733 ebenda) war ein Schweizer Mathematiker, der an Problemen der klassischen Mechanik arbeitete.

## Leben und Wirken
Jakob Hermann, der ein entfernter Verwandter von Leonhard Euler war, erhielt zu Beginn seine Ausbildung von Jakob I Bernoulli und graduierte im Jahr 1696. Nachdem er sich im Jahre 1700 mit einer Streitschrift über die Prinzipien der Differentialrechnung einen Namen gemacht hatte, entwickelte sich in der Folge ein freundschaftliches Briefverhältnis mit Leibniz, der sein mathematisches Talent sah und ihn fördern wollte. 1701 wurde Hermann auf dessen Empfehlung hin Mitglied der Berliner Akademie und 1707 als Professor für Mathematik nach Padua berufen.
1713 wechselte er nach Frankfurt an der Oder und von dort 1724 nach St. Petersburg, wo er am 1. Januar 1731 Ehrenmitglied der Akademie der Wissenschaften wurde. Weil Hermann seine Heimat und seine dort zurückgelassene Familie sehr vermisste, bemühte er sich mehrere Jahre um eine Anstellung in Basel. 1731 kehrte er schliesslich dorthin zurück, um einen Lehrstuhl für Ethik, Natur- und Völkerrecht einzunehmen.
Hermann gehörte neben Johann I. Bernoulli, Pierre Varignon und Jakob I. Bernoulli zu denjenigen, die in der Frühphase der Rezeption der Newtonschen Mechanik diese in Form der Leibnizschen Infinitesimalrechnung formulierten.
So findet man vor allem in Hermanns Hauptwerk zur Mechanik von 1716, der Phoronomia, erstmals diejenige differentielle Form einiger Prinzipien der Mechanik, wie sie uns heute aus Lehrbüchern zur Physik geläufig ist. Das gilt vor allem für das so genannte Newtonsche Kraftgesetz «Kraft ist Masse mal Geschwindigkeitsänderung», kurz: {\displaystyle {\vec {F}}=m\cdot {\frac {d{\vec {v}}}{dt}}}. Mit Hermann wurde das Kraftgesetz erst zeitlich nach Isaac Newton selbst formuliert, aber noch vor Leonhard Euler, der die differentielle Form des Kraftgesetzes zuerst in kartesischen Komponenten darstellte und für drei Dimensionen verallgemeinerte. Mit dem Kraftgesetz gelang Hermann zudem die Reformulierung der mechanischen Energieerhaltung bei konservativen Zentralkräften als {\displaystyle {\vec {F}}_{C}\cdot ds=m\cdot {\vec {v}}\cdot dv}. So enthält Hermanns mechanisches Werk sowohl geometrische Darstellungen nach Newton wie auch analytische Verfahren der Infinitesimalrechnung.
Hermann scheint zudem der Erste gewesen zu sein, der zeigte, dass der Laplace-Runge-Lenz-Vektor eine Konstante für die Bewegung von Partikeln ist, auf welche eine umgekehrt zum Quadrat der Entfernung wirkende Zentralkraft wirkt.
Der Mondkrater Hermann ist nach ihm benannt.

## Werke
- Phoronomia, sive de Viribus et Motibus corporum solidorum et fluidorum libri duo. Rod. & Gerh. Wetstenios H. FF, Amsterdam 1716 (digital verfügbar unter: https://archive.org/details/b30410368. In einer englischen Übersetzung von Ian Bruce, 2016, unter: https://www.17centurymaths.com/contents/hermanphoronomia.htm, abgerufen am 17. Dezember 2021).